# Punta Angamos
Pour les articles homonymes, voir Angamos.
Punta Angamos est un cap situé à l’extrémité de la péninsule de Mejillones, dans la région d'Antofagasta, au Chili. Il est surtout connu pour la bataille d'Angamos le 8 octobre 1879, pendant la Guerre du Pacifique (1879-1884), qui a abouti à la capture du monitor Huáscar par la marine chilienne et à la mort du héros ultime de la marine péruvienne, le contre-amiral Miguel Grau Seminario.